# Mastododera nigrina
Mastododera nigrina là một loài bọ cánh cứng trong họ Cerambycidae.